# Jemen

Region Jemenu

Jemen (arab. ‏اليَمَن‎, trb. Al-Jaman), Republika Jemeńska (arab. ‏الجمهوريّة اليمنية‎, trb. Al-Dżumhurijja al-Jamanijja) – państwo położone w południowo-zachodniej Azji na Półwyspie Arabskim oraz na archipelagu Sokotra we wschodniej Afryce. Jemen graniczy od północy z Arabią Saudyjską, a od wschodu z Omanem. Od południa ma dostęp do Morza Arabskiego i Zatoki Adeńskiej, a od zachodu Morza Czerwonego. Stolicą i jednocześnie największym miastem Jemenu jest Sana. Innymi ważniejszymi miastami są: Aden, Ta’izz, Al-Hudajda oraz Al-Mukalla. Jemen należy do Ligi Państw Arabskich.

## Ustrój polityczny
Podstawy ustroju politycznego Jemenu zostały określone w konstytucji z 16 maja 1991 z poprawkami wprowadzonymi w latach 1994 i 2001.
Jemen jest republiką, na czele której stoi prezydent wybierany w głosowaniu powszechnym na 7-letnią kadencję (od 2001). Władzę ustawodawczą sprawuje dwuizbowy parlament. Licząca 301 członków Izba Reprezentantów wybierana jest w wolnych wyborach co 6 lat. Senat – druga izba parlamentu składająca się ze 111 osób jest mianowana przez prezydenta (od 2001). Władzę wykonawczą sprawuje rząd pod przewodnictwem premiera.

## Podział administracyjny
Jemen jest podzielony na 21 prowincji (muhafazah) i miasto wydzielone (stolica – Sana):

1. Abjan
2. Aden
3. Ad-Dali
4. Al-Bajda
5. Al-Dżauf
6. Al-Hudajda
7. Al-Mahra
8. Al-Mahwit
9. Amran
10. Hadramaut
11. Hadżdża
12. Ibb
13. Lahidż
14. Marib
15. Rajma
16. Sada
17. Sana
18. Sana (miasto)
19. Sokotra (utworzona w 2013[6])
20. Szabwa
21. Ta’izz
22. Zamar

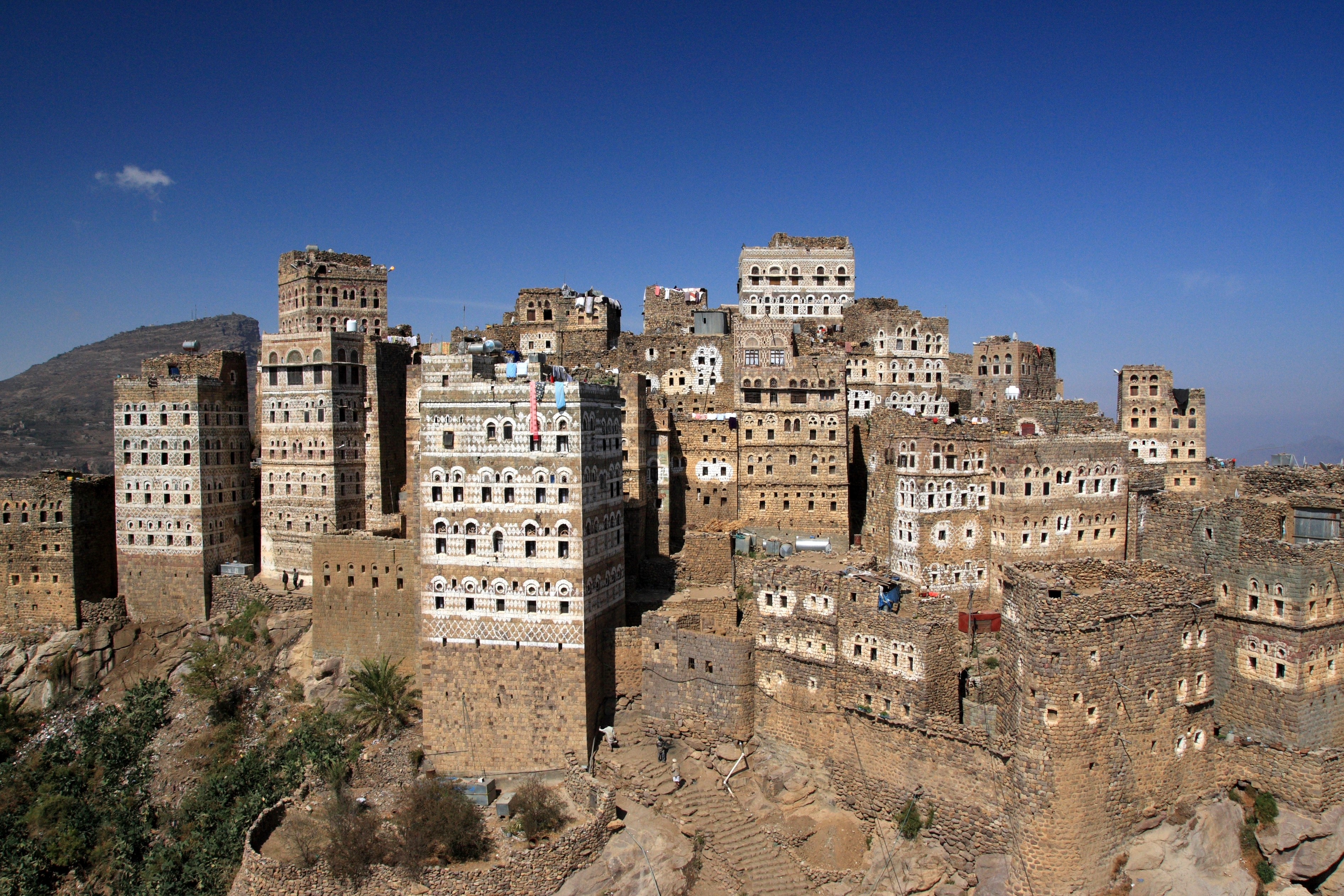
Prowincja Sana
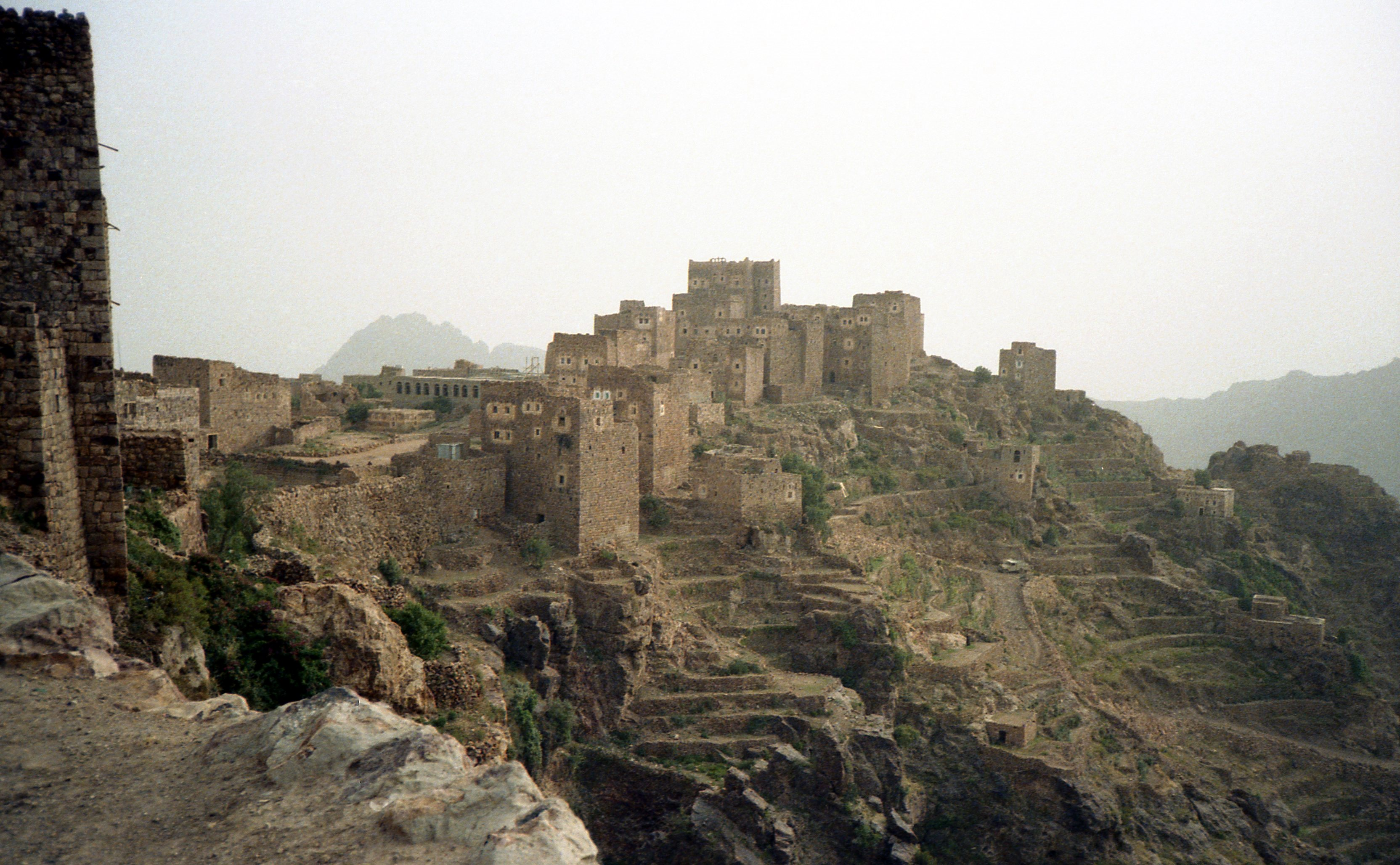
Prowincja Amran
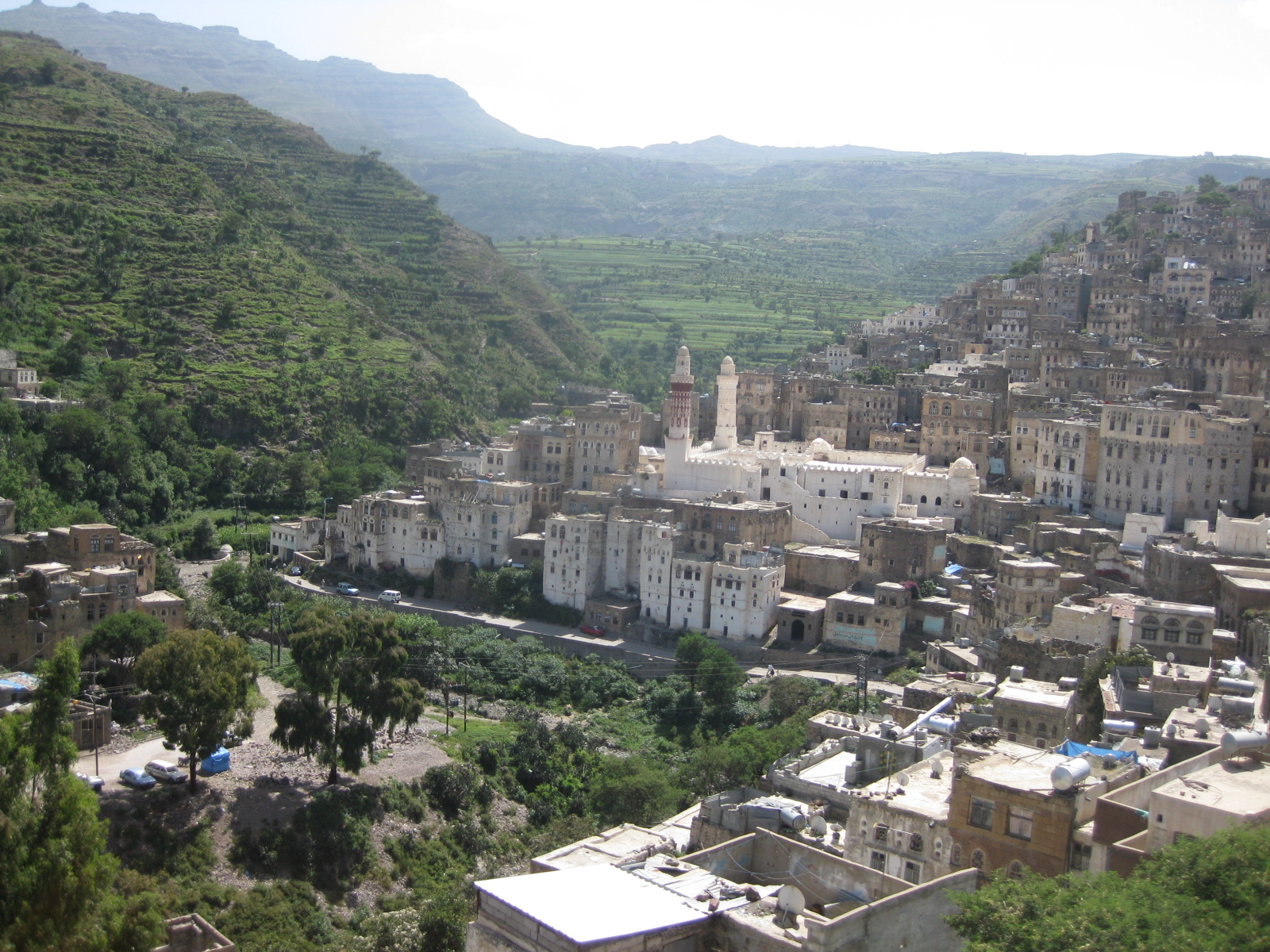
Prowincja Ibb
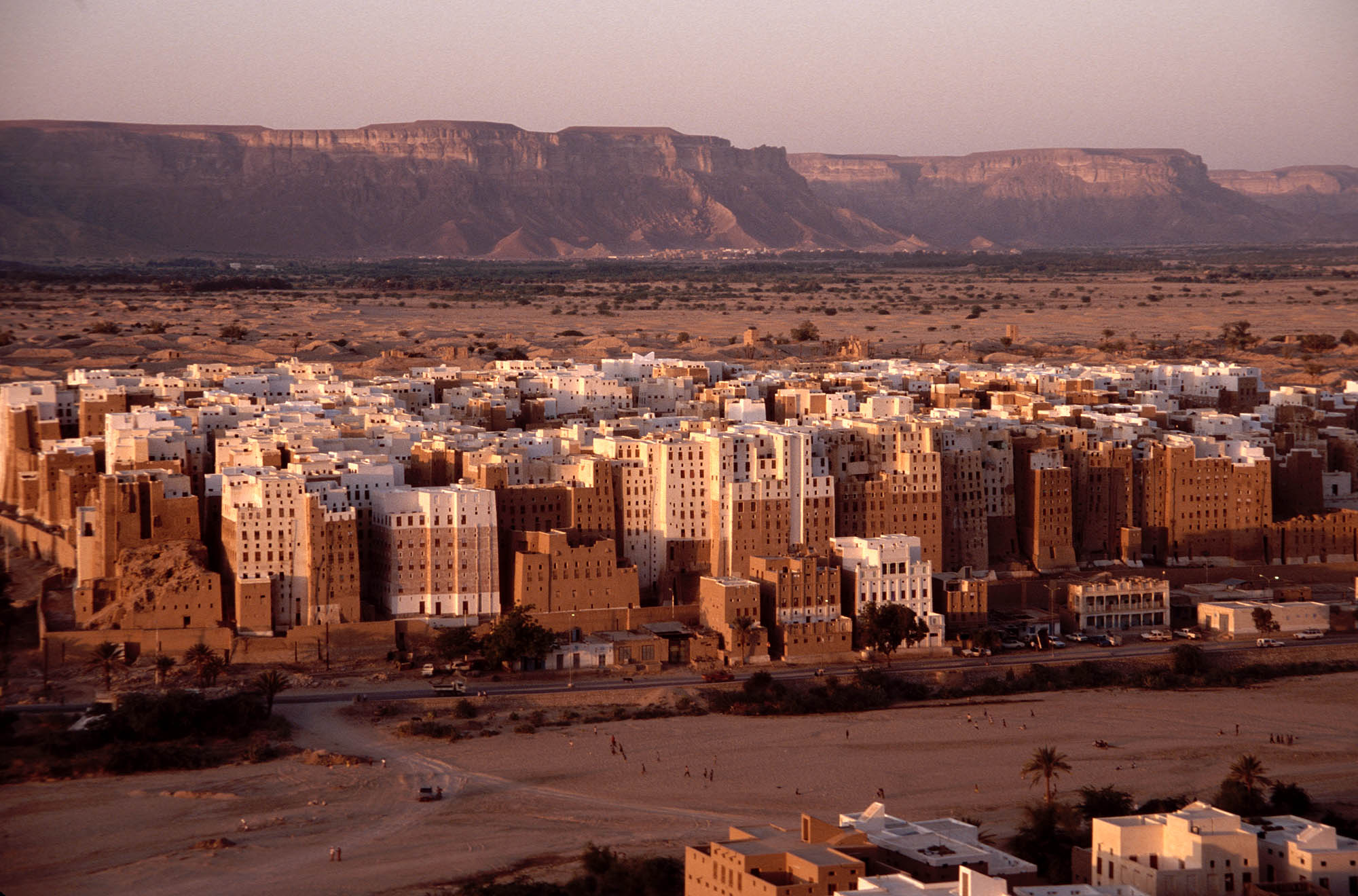
Prowincja Hadramaut

## Geografia
Jemen leży na południowej krawędzi Płaskowyżu Arabskiego. W rzeźbie kraju dominują góry i wyżyny. W jego zachodniej części, równolegle do wybrzeża Morza Czerwonego ciągną się pasma gór krawędziowych As-Sirat z najwyższym szczytem w całym Jemenie Dżabal an-Nabi Szuajb (3760 m n.p.m.) Od morza oddziela je nizina Tihama. Południowa część kraju jest górzysta z najwyższym szczytem regionu Adaran (2513 m n.p.m.). We wschodniej części Jemenu dominują wyżyny i płaskowyże poprzecinane dolinami rzek okresowych. Północ kraju zajmuje pustynia Ar-Rab al-Chali. Jemen jest państwem dwóch kontynentów, ponieważ należy do niego także afrykański archipelag Sokotra.

Jemen leży w strefie klimatu zwrotnikowego suchego. Wielkość opadów waha się od 80–130 mm na nizinach nadbrzeżnych do 800 mm rocznie w najwyższych pasmach górskich. Niektóre regiony na północy i północnym wschodzie kraju (pustynia Ar-Rab al-Chali) pozbawione są opadów przez 5–10 lat. Średnie temperatury w styczniu wynoszą od 25 °C na nizinach nadbrzeżnych do 13 °C w górach. Średnie temperatury lipca wahają się od 32 °C na nizinach do 20 °C w górach.

Z powodu niesprzyjających warunków klimatycznych w Jemenie występują wyłącznie rzeki okresowe. Dominują ubogie gleby pustynne, jedynie w dolinach rzek okresowych zdarzają się żyźniejsze gleby aluwialne, a na obszarach wyżynnych czerwone buroziemy.

Na nizinach dominuje pustynna i półpustynna roślinność krzewiasta z gajami daktylowymi w miejscach o większej wilgotności. W środkowej części kraju spotkać można rzadkie sawanny i kolczaste zarośla. W górach występują lasy akacjowe w najwyższych partiach zastąpione przez karłowate oliwki i drzewiaste jałowce.

Wśród zwierząt żyjących na terytorium Jemenu występuje wiele gatunków pochodzących z terenu Afryki m.in.: pawian płaszczowy, koziorożec nubijski, gazele, oryks arabski. Żyją tam również: hiena pręgowana, karakal, szakal złocisty, waran szary i żmija rogata.
| (2004)               |                      | |
| Terytorium           | Terytorium           | 527 970 km² (wg CIA – The World Factbook), 536 869 km² (dane oficjalne) w skład terytorium państwa wchodzą: wyspy Perim, Sokotra, Kamaran, dawna Jemeńska Republika Arabska (Jemen Północny) i dawna Ludowo-Demokratyczna Republika Jemenu (Jemen Południowy) |
| Granice lądowe       | Granice lądowe       | 1746 km w tym z państwami: Oman – 288 km Arabia Saudyjska – 1458 km |
| Linia brzegowa       | Linia brzegowa       | 1 906 km |
| Granice morskie      | Granice morskie      | morze terytorialne: 12 mil morskich wyłączna strefa ekonomiczna: 200 mil morskich szelf kontynentalny: 200 mil morskich albo do skraju płyty kontynentalnej                                                                                                   |
| Skrajne wysokości    | Skrajne wysokości    | najniższy punkt: Morze Arabskie 0 m n.p.m. najwyższe wzniesienie: Dżabal an-Nabi Szuajb 3760 m n.p.m. |
| Zasoby naturalne     | Zasoby naturalne     | ropa naftowa, ryby, sól kamienna, marmur, niewielkie złoża węgla kamiennego, złoto, nikiel, miedź, żyzna gleba na zachodzie kraju |
| Grunty nawadniane    | Grunty nawadniane    | 4 900 km² (1998) |
| Zagrożenia naturalne | Zagrożenia naturalne | letnie burze piaskowe, bardzo ograniczone zasoby słodkiej wody, niewystarczające zaopatrzenie w wodę do nawadniania, erozja gleby, pustynnienie |
| Inne informacje      | Inne informacje      | strategiczne położenie nad cieśniną Bab al-Mandab łączącą Morze Czerwone i Zatokę Adeńską, jednym z najbardziej zatłoczonych szlaków żeglugowych |

## Historia
Na terenie dzisiejszego Jemenu istniały w starożytności państwa minejskie (XII-VII wiek p.n.e.) oraz Królestwo Saba (X/IX-II wiek p.n.e.). W II wieku p.n.e. północnym Jemenem zaczęli władać Himjaryci, a w 525 n.e. zdobyli te terytoria Abisyńczycy. W 575 n.e. tereny te zostały przyłączone do Persji. W VII wieku całe terytorium Jemenu zostało opanowane przez Arabów. Od XVI wieku Jemen wchodził w skład Imperium Osmańskiego. Jemen Północny uzyskał niepodległość od Turcji w 1918 (jako monarchia, a od 1962 – Jemeńska Republika Arabska ze stolicą w Sanie).
Jemen Południowy w okresie 1839–1967 był brytyjską kolonią i protektoratem z głównym ośrodkiem w Adenie. W 1962 tereny te podzielono na Protektorat Arabii Południowej i rządzoną przez lokalnych emirów Federację Arabii Południowej. W 1963 utworzony został antykolonialny Narodowy Front Wyzwolenia. Ruch inspirował się ideologią panarabską. Działalność ruchu wywołała konflikt adeński między nacjonalistami a rządem kolonialnym. Już w czasie powstania część działaczy Narodowego Frontu Wyzwolenia przyjęła poglądy zbliżone do marksizmu. Wskutek działalności separatystów, jak również kryzysu sueskiego, 28 listopada 1967 Brytyjczycy opuścili Jemen Południowy. Dwa dni później ogłoszono utworzenie Republiki Ludowej Jemenu Południowego. W 1970 państwo przemianowano na Ludowo-Demokratyczna Republika Jemenu. Jemen Południowy przyjął model socjalistyczny i nawiązał bliższe relacje z blokiem wschodnim. Rewolucyjne zmiany w Jemenie południowym wpłynęły na północnego sąsiada, gdzie w 1970 powstała zbrojna Organizacja Jemeńskiego Oporu Rewolucyjnego, która rozpoczęła trwającą do 1973 kampanię partyzancką. Rząd północnego Jemenu, obawiając się dalszej destabilizacji państwa, podjął się w 1972 krótkotrwałej wojny z południowym sąsiadem, która nie została rozstrzygnięta. Jemen Południowy po zakończeniu wojny w dalszej mierze kontynuował wspieranie ruchów rebelianckich na północy. Gdy w 1978 Południe poparło rebelię prowadzoną przez Narodowy Front Demokratyczny, Jemen Północny rok później wdał się z Południem w kolejną krótkotrwałą i nierozstrzygniętą wojnę. Jemen Południowy starał się też wywierać wpływ na sąsiedni Oman, gdzie wsparł antyrządową rebelię w Zufarze.
Do zjednoczenia Jemenu doszło w 1990. Pierwsze demokratyczne wybory miały miejsce w 1993. Rok później doszło do próby secesji dawnego Jemenu Południowego i wybuchu krótkiej wojny domowej (maj-lipiec 1994), która zakończyła się zwycięstwem wojsk rządowych. W wyborach prezydenckich 20 września 2006 dotychczasowy prezydent Ali Abd Allah Salih został wybrany z poparciem 77,2% na kolejną siedmioletnią kadencję.
W styczniu 2011 doszło do masowych protestów w tym kraju na fali Arabskiej Wiosny, w wyniku których 25 lutego 2012 Salih przekazał stanowisko szefa państwa nowo wybranemu prezydentowi Abdowi Rabbuhowi Mansurowi Hadiemu. Ofensywa szyickich bojówek ruchu Huti na stolicę kraju – Sanę w styczniu 2015, doprowadziła do odsunięcia od władzy prezydenta oraz rządu premiera Chalida Bahaha. 6 lutego 2015 rebelianci zawiązali Radę Rewolucyjną jako najwyższy organ władzy państwowej, na jej czele stanął Muhammad Ali al-Husi. Społeczność międzynarodowa uznała, że samozwańczy szyicki rząd Jemenu jest nielegalny. W marcu 2015 międzynarodowa koalicja pod przywództwem Arabii Saudyjskiej (Bahrajn, Bangladesz, Egipt, Jordania, Katar, Kuwejt, Maroko, Senegal, Sudan i Zjednoczone Emiraty Arabskie) rozpoczęła zbrojną interwencję w tym kraju, mającą na celu obalenie rządu ruchu Huti i zwrócenie pełnej władzy nad krajem prezydentowi.

## Ludność
Jemen zamieszkują prawie wyłącznie Arabowie. Spotkać można tam również nielicznych mieszkańców pochodzenia afrykańskiego, europejskiego lub hinduskiego. Religią dominującą jest islam (ok. 99% populacji, w tym 50% sunnici, 48% zajdyci, pozostali to imamici i kilka wyznań isma’ilickich). Około 1/3 ludności zamieszkuje w miastach. Prognozy przewidują, że do 2050 ludność Jemenu ma wzrosnąć do 60 milionów mieszkańców.
| (2005)                   |                                |
| Liczba ludności          | 20 727 063                     |
| Ludność według wieku     |                                |
| 0 – 14 lat               | 46,5%                          |
| 15 – 64 lat              | 50,8%                          |
| ponad 64 lata            | 2,7%                           |
| Wiek (mediana)           |                                |
| w całej populacji        | 16,5 lat                       |
| mężczyzn                 | 16,5 lat                       |
| kobiet                   | 16,5 lat                       |
| Przyrost naturalny       | 3,45%                          |
| Współczynnik urodzeń     | 43,07 urodzin/1000 mieszkańców |
| Współczynnik zgonów      | 8,53 zgonów/1000 mieszkańców   |
| Współczynnik migracji    | 0 migrantów/1000 mieszkańców   |
| Ludność według płci      |                                |
| przy narodzeniu          | 1,05 mężczyzn/kobiet           |
| poniżej 15 lat           | 1,04 mężczyzn/kobiet           |
| 15 – 64 lat              | 1,04 mężczyzn/kobiet           |
| 65 lat i więcej          | 0,97 mężczyzn/kobiet           |
| Umieralność noworodków   |                                |
| W całej populacji        | 61,5 śmiertelnych/1000 żywych  |
| płci męskiej             | 66,26 śmiertelnych/1000 żywych |
| płci żeńskiej            | 56,49 śmiertelnych/1000 żywych |
| Oczekiwana długość życia |                                |
| w całej populacji        | 61,75 lat                      |
| mężczyzn                 | 59,89 lat                      |
| kobiet                   | 63,71 lat                      |
| Rozrodczość              | 6,67 urodzeń/kobietę           |

| Data            | Polska nazwa                  |
| 22 maja         | Dzień Zjednoczenia Narodowego |
| 26 września     | Dzień Rewolucji 1962 roku     |
| 14 października | Dzień Narodowy                |
| 30 listopada    | Dzień Niepodległości          |

| Populacja | 5600 tys. | 6062 tys. | 7700 tys.  | 14 700 tys. | 23 495 361 | 66 775 029 |
| Zmiana    | –         | 462 tys.  | 1 638 tys. | 7 mln       | 8 795 361  | 43 279 668 |

### Struktura etniczna
Ważniejsze grupy etniczne w Jemenie:
| Grupa etniczna                   | Język               | Liczebność w tys. (2018) | Procent ludności |
| -------------------------------- | ------------------- | ------------------------ | ---------------- |
| Arabowie San’ani                 | Język san'ani       | 12 111                   | 41,88%           |
| Arabowie Ta’izzi-Adeni (3 grupy) | Język ta'izzi-adeni | 11 996                   | 41,49%           |
| Arabowie Hadhrami                | Język hadhrami      | 1520                     | 5,26%            |
| Somalowie                        | Język somali        | 1133                     | 3,92%            |
| Arabowie Sudańscy                | Język arabski       | 521                      | 1,8%             |
| Hindusi                          | Język hindi         | 306                      | 1,06%            |
| Arabowie Omańscy                 | Język arabski       | 214                      | 0,74%            |
| Soqotri                          | Język soqotri       | 132                      | 0,46%            |
| Arabowie Egipscy                 | Język arabski       | 101                      | 0,35%            |

## Gospodarka

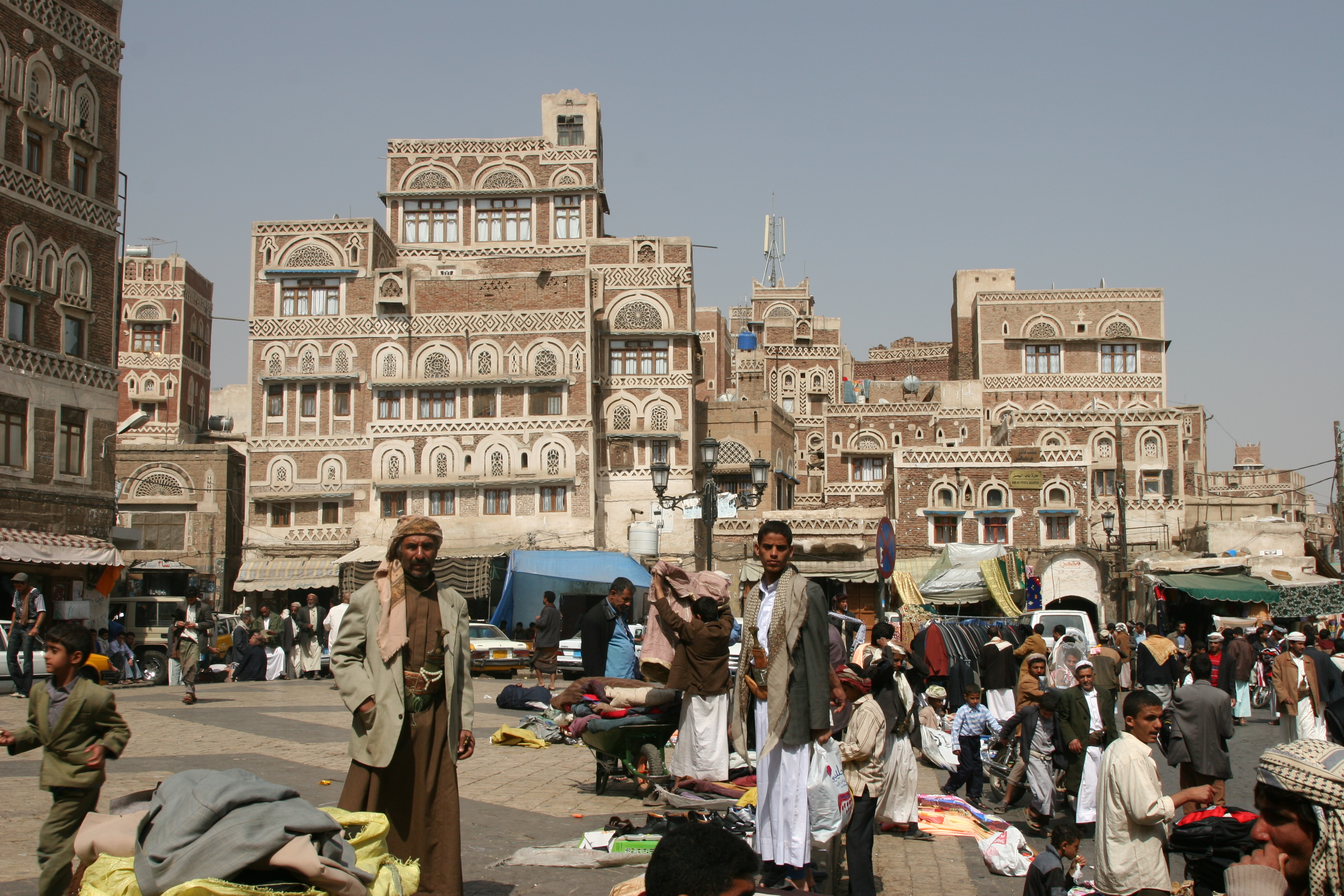
Sana

Jemen jest jednym z najbiedniejszych krajów świata. Produkt krajowy brutto w 2003 wynosił 15,09 mld USD, co dawało 800 USD w przeliczeniu na jednego mieszkańca. Wzrost gospodarczy wynosił 2,8%. Wskaźnik inflacji od kilku lat utrzymuje się na poziomie około 10% (10,8% w 2003). Maleje wskaźnik zadłużenia kraju, który w 1997 sięgał 67,3% wartości PKB. Dane za 2003 mówią o 39,5% zadłużeniu. Wysoka jest stopa bezrobocia wynosząca 35% (2003).

Większość zatrudnionych pracuje w rolnictwie i pasterstwie. Produkcja rolnicza to: zboża, owoce, warzywa, rośliny strączkowe, kawa, bawełna, zwierzęta hodowlane (owce, wielbłądy, kozy, bydło, drób). Istotne znaczenie ma również rybołówstwo. Największe znaczenie w przemyśle ma wydobycie oraz przetwarzanie ropy naftowej. Mniejsze zaś wytwarzanie wyrobów bawełnianych, ze skóry oraz materiałów budowlanych. Największym ośrodkiem przemysłowym jest Aden.

W 2003 Jemen zanotował nadwyżkę w handlu zagranicznym. Eksportuje się głównie ropę naftową, poza tym kawę oraz suszone i solone ryby. Importuje: żywność, maszyny i urządzenia oraz produkty chemiczne. Według danych z 2003 największy udział w eksporcie Jemenu mają: Chiny – 28,5%, Tajlandia – 18,3%, Indie – 14%, Korea Południowa – 10,5%, Malezja – 5,1%. Najwięcej importuje się z: Zjednoczonych Emiratów Arabskich – 13,5%, Arabii Saudyjskiej – 10,8%, Chin – 9,4%, Stany Zjednoczone – 5,2%, Kuwejtu – 4,7%, Francji – 4,3%.

## Środki przekazu
Rządowa agencja prasowa (Aden News Agency) została założona w 1970. Większość dzienników i czasopism ukazuje się w stolicy kraju Sanie. Do najpopularniejszych dzienników należą: „Al-Dżumhurijja”, „Ar-Rabi Aszar Min Uktubir”, „Asz-Szarara”, „As-Saura”, natomiast czasopism: „Al-Bilad”, „Al-Dżundi”, „Al-Funun”, „Al-Wahda al-Watanijja”, „Dar as-alam” oraz „The Yemen Times”. Radio i telewizja znajdują się pod kontrolą rządu.

## Siły zbrojne
Jemen dysponuje trzema rodzajami sił zbrojnych: wojskami lądowymi, marynarką wojenną oraz siłami powietrznymi. Uzbrojenie sił lądowych Jemenu składało się w 2014 z: 1260 czołgów, 2957 opancerzonych pojazdów bojowych, 25 dział samobieżnych, 398 wieloprowadnicowych wyrzutni rakietowych oraz 280 zestawów artylerii holowanej. Marynarka wojenna Jemenu dysponowała w 2014 następującymi okrętami: dwiema korwetami, 21 okrętami obrony przybrzeża oraz trzema okrętami obrony przeciwminowej.
Wojska jemeńskie w 2014 liczyły 66,7 tys. żołnierzy zawodowych oraz 71,2 tys. rezerwistów. Według rankingu Global Firepower (2014) jemeńskie siły zbrojne stanowią 45. siłę militarną na świecie, z rocznym budżetem na cele obronne w wysokości 1,4 mld dolarów (USD).

## Religia
Struktura religijna kraju w 2010 według Pew Research Center:
- islam – 99,1% (23,83 mln)
- hinduizm – 0,6% (150 tys.)
- chrześcijaństwo – 0,16% (40 tys.)
  - protestantyzm – 0,12% (30 tys.)
  - prawosławie – 0,04% (10 tys.)
- pozostali – 0,12% (30 tys.)
  -  Osobny artykuł: Wikariat apostolski Arabii Południowej.
  -  Osobny artykuł: Świadkowie Jehowy w Jemenie.